# Obléhání Sagunta
V roce 219 př. n. l. kartaginský vojevůdce Hannibal oblehl Saguntum, iberské město nacházející se na východním pobřeží Pyrenejského poloostrova. Jeho obyvatelé se houževnatě bránili téměř osm měsíců, neboť doufali v pomoc Římanů. Té se ale nedočkali a Hannibalovi po urputném boji podlehli. Římané posléze využili dobytí města jako záminky k vyhlášení druhé punské války.

## Předchozí vývoj
Po porážce v první punské válce a ztrátě Sicílie a Sardinie vybudovali Kartáginci na jihu Iberského poloostrova svoji novou zámořskou doménu. Patrně v roce 225 př. n. l. vyslali Římané poselstvo k tamějšímu kartaginskému veliteli Hasdrubalovi a uzavřeli s ním smlouvu. Podle Polybia se Hasdrubal ve smlouvě zavázal, že nepřekročí s vojskem řeku Ebro. Římané mu výměnou za to umožnili expandovat do oblastí ležících jižně od této řeky, tedy takřka do celé Ibérie kromě severovýchodní části země. Polybios se dále zmiňuje, že o ostatní Ibérii se ve smlouvě nehovořilo. Pozdější autoři Livius a Appiános však uvádějí, že smlouva obsahovala rovněž ujednání zaručující svobodu a nezávislost města Saguntum, nalézajícího se v kartaginské sféře vlivu na jih od řeky Ebro. Současní historikové považují tato dodatečná ujednání za poplatná římské propagandě a zpochybňují jejich věrohodnost.
V souvislosti se Saguntem Polybios připomíná, že „mnoho let před Hannibalovou dobou“ vstoupili jeho obyvatelé pod ochranu Římanů. Z této vágní formulace nelze dovodit, zda se tak stalo před uzavřením smlouvy s Hasdrubalem nebo až následně, což by znamenalo nepřípustné zasahování do kartaginských záležitostí. Iniciativa nepochybně vzešla ze strany Sagunťanů, usilujících o římskou ochranu před hrozícím ovládnutím Kartáginci. V zájmu jejího získání se sice Římanům formálně podvolili, přesto se jim nepodařilo dohodnout s nimi spojenectví. V dalších letech udržovala obě města přátelské vztahy, přičemž Sagunťané Římany opakovaně upozorňovali na rostoucí moc Punů v Hispánii. Jejich sdělení ale narážela na lhostejnost Římanů.
Koncem roku 221 př. n. l. převzal velení nad kartaginskými silami v Ibérii Hasdrubalův švagr Hannibal. Vzápětí podnikl dvě tažení ve střední části poloostrova a pronikl až k řece Duero. Při zpátečním pochodu se střetl s místními kmeny v bitvě u řeky Tajo a uštědřil jim rozhodnou porážku. Po tomto vítězství se na jih od Ebra neodvážil Hannibalovi vzdorovat nikdo kromě Sagunťanů.
Zprávy o jeho úspěších upoutaly pozornost Římanů. V roce 220 př. n. l. vyslali do Nového Kartága (dnešní Cartagena), hlavního města punské říše v Ibérii, poselstvo vedené Publiem Valeriem Flaccem a Quintem Baebiem Tamphilem. Římští emisaři požadovali, aby se Hannibal držel zpět od Sagunta, protože se nachází pod ochranou Říma, a trvali na tom, že nesmí překročit Ebro. Rozhněvaný kartaginský vojevůdce je v reakci na to obvinil, že neprávem zasáhli do vnitřních záležitostí Sagunťanů, neboť ti jsou podřízeni Kartágu. Představitelé Říma, pravděpodobně to byli právě Valerius a Baebius při cestě do Nového Kartága, rozhodli na žádost Sagunťanů jejich vnitropolitický spor a nechali popravit vůdce jedné z místních politických frakcí. Poté, co je Hannibal odmítl, odpluli vyslanci do Kartága, aby tam opětovně vznesli své požadavky.

## Obléhání

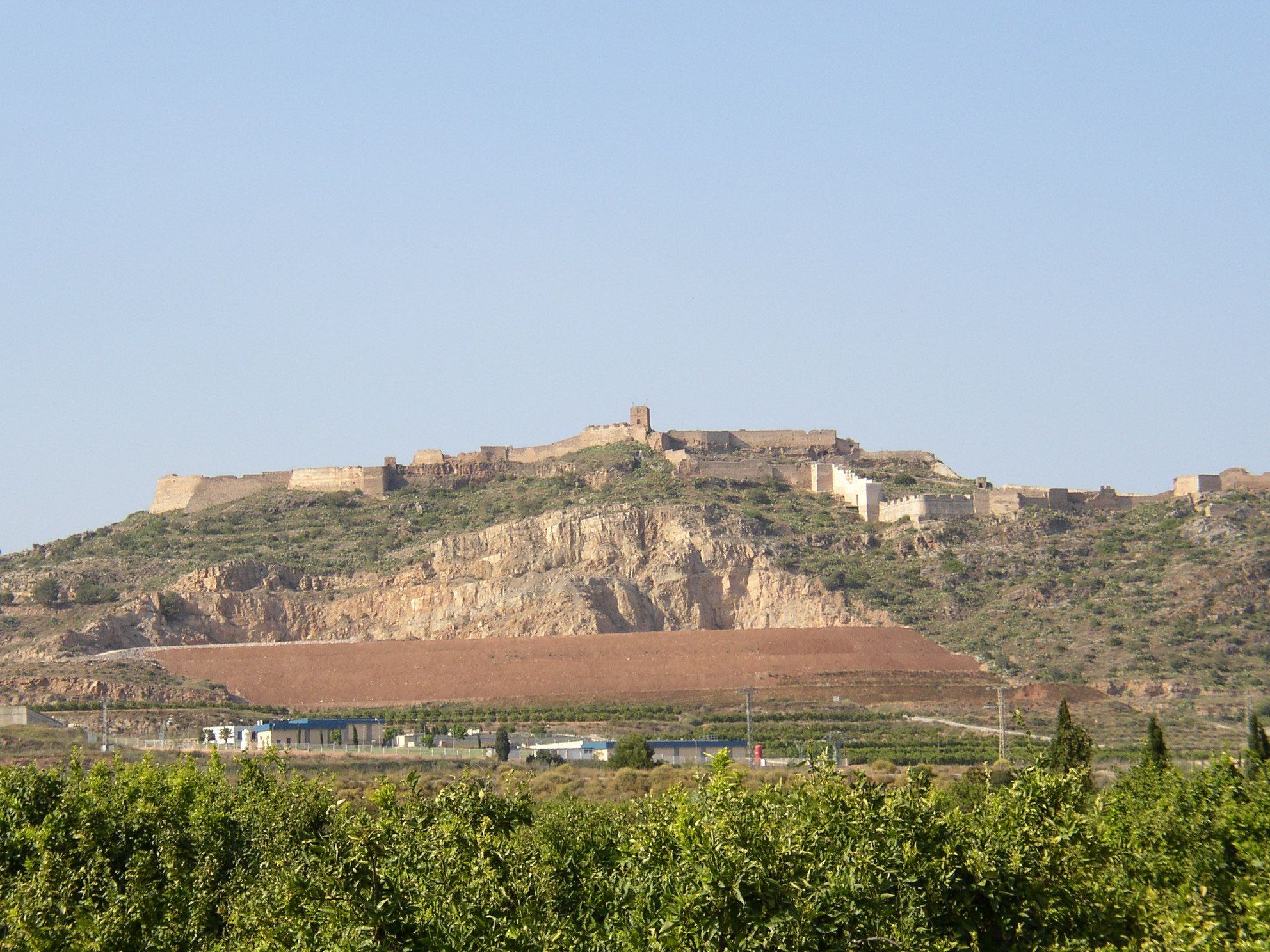
Pohled na středověký saguntský hrad

Saguntum bylo dobře opevněné město s výhodnou polohou na úpatí pohoří, odkud shlíželo na pobřežní cestu táhnoucí se k Pyrenejím. Na jaře 219 př. n. l. vytáhl Hannibal se svým vojskem z Nového Kartága s úmyslem napadnout ho. Jako záminka k útoku mu posloužila rozepře Sagunťanů se sousední obcí Turis, poddanou Kartágincům. Appiános uvádí, že se Hannibal pokusil jejich spor vyřešit. Když s tím Sagunťané nesouhlasili, přitáhl k městu s obléhacími stroji a utábořil se zde.
Hannibal nejprve zpustošil okolní území a poté udeřil na město ze tří stran. Proti slabší části hradeb dal posouvat ochranné přístřešky k přisunutí beranidla. Odhodlaní obránci vystavěli na tomto místě vysokou zeď a zatlačovali nepřátele metacími zbraněmi. Používali přitom zápalný vrhací oštěp zvaný falarika, působící Kartágincům značné ztráty. Posléze podnikli dokonce výpad proti obléhatelům. Do jedné ze šarvátek se zapojil i samotný Hannibal, vrhací kopí ho však zranilo na stehně. Mezi Puny prý vypukl zmatek a nechybělo mnoho, aby obléhání zanechali.
V dalších dnech Kartáginci poněkud polevili v dobývání, třebaže nadále pokračovali ve výstavbě obléhacích zařízení. Potom dopravili k hradbám beranidla, jejichž bušení způsobilo zhroucení zdiva na jedné straně. Vzápětí se z obou stran vyřítili vojáci a utkali se v zuřivém boji rozněcovaném touhou Punů po ovládnutí města a zoufalstvím Sagunťanů z jeho hrozícího pádu. Obránci nakonec vytlačili útočníky od rozbořených hradeb a zahnali je do tábora.
Hannibal dopřál svým vyčerpaným vojákům několikadenní oddech a snažil se pozvednout jejich otřesenou morálku příslibem, že jim připadne veškerá kořist. Sagunťané využili přestávky k opravě pobořené části hradeb. Kartáginci mezitím přistavili pohyblivou obléhací věž o několika patrech, tyčící se nad veškerým opevněním Sagunťanů, a palbou z ní smetli obránce z hradeb. Následně vyslal Hannibal 500 Libyjců, aby podkopali hradební zeď. Vzniklými mezerami pronikli Punové do města a na vyvýšeném místě v jeho středu rozmístili obléhací stroje, kolem nichž vztyčili improvizované opevnění. Sagunťany tím donutili posunout hradby tak, aby chránily tu část města, kterou Punové ještě nedobyli.
Vzhledem k délce obléhání je začal sužovat nedostatek potravin a všeho ostatního. Jejich skleslou mysl mírně povzbudila zpráva, že se Hannibal vypravil proti hispánským kmenům bouřícím se proti bezohledně prováděným odvodům. Dobývání nicméně pokračovalo s nezmenšenou intenzitou i za jeho nepřítomnosti, na čemž měl zásluhu kartaginský velitel Maharbal, dočasně pověřený jeho zastupováním. Pod jeho velením pobořili Punové další kus hradeb a zmocnili se části hradu.
Bezvýchodná situace přiměla jednoho ze Sagunťanů jménem Alco, aby se pokusil jednat s Hannibalem o míru. Hannibal mu předložil tak tvrdé podmínky, že Alco raději přešel k nepříteli. Jistý Hispán sloužící v kartaginském vojsku se proto nabídl, že zprostředkuje jednání se Sagunťany. Sdělil jim, že Hannibal ušetří jejich životy, pokud odevzdají všechny cennosti, opustí město se dvěma kusy ošacení a vystavějí si nové na místě určeném vítězným vojevůdcem. Nato nejváženější představitelé Sagunta rozdělali oheň, naházeli do něho zlato a stříbro a roztavili je společně s mědí a olovem. Většina z nich se pak vrhla do jeho plamenů. V téže chvíli Punové zjistili, že město je bez obvyklých stráží. Jakmile se to Hannibal dozvěděl, zaútočil na Saguntum všemi silami a po osmi měsících obléhání se ho zmocnil. Poté vydal rozkaz, aby všichni dospělí obyvatelé byli pobiti. Mnozí z nich předešli smrti z rukou nepřátel, zavřeli se s dětmi a ženami ve svých příbytcích a zapálili je. Přestože Sagunťané zničili většinu svých věcí, získali Punové ohromnou kořist: peníze, otroky a jiný majetek. Penězi naplnil Hannibal svoji pokladnici, své důstojníky a vojáky odměnil zotročenými obyvateli města a ostatní kořist odeslal do Kartága.

## Lhostejnost Římanů

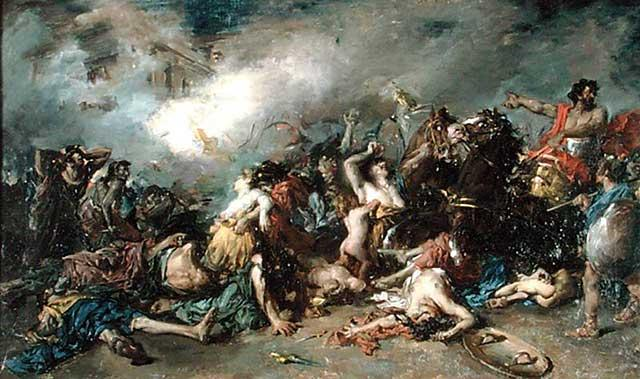
Francisco Domingo Marqués, Poslední den Sagunta

Podle Appiána vypravili Sagunťané po zahájení obléhání posly k Římanům, neboť se spoléhali na jejich pomoc. Ať už se jim podařilo zprávu o Hannibalově útoku doručit či nikoli, Římané se o obléhání museli dozvědět. Čím déle však trvalo a pomoc nepřicházela, tím více se ztenčovala naděje Sagunťanů na záchranu. Třebaže Římané varovali Hannibala v roce 220 př. n. l., aby Saguntum nenapadal, nijak proti němu nezakročili. Místo toho vyslali oba konzuly s vojskem do Ilýrie, nepochybně k úlevě obléhatelů. Ilyrská válka skončila v létě 219 př. n. l., a zbývalo tedy dost času, aby vítězné legie vyrazily v témže roce do Ibérie. Livius, Appiános, Cassius Dio a dokonce i Cicero se podivnou nečinnost Římanů snažili zastřít nepravdivým tvrzením, že Valeriovo a Baebiovo poselstvo se uskutečnilo až v době obléhání. Livius řadí navíc pád Sagunta a Hannibalovu invazi do Itálie do téhož roku – 218 př. n. l.
Možným důvodem, proč Římané ve prospěch Sagunta nijak nezasáhli, mohla být rozdílnost názorů římských senátorů. V senátu se zřejmě v roce 219 př. n. l. strhla prudká debata o tom jak zareagovat na Hannibalovu agresi vůči Saguntu. Její obsah zaznamenává Cassius Dio, byť ji nepřesně datuje do doby Hannibalova tažení do Itálie. Někteří senátoři vnímali jeho počínání jako nepřijatelnou vzpurnost někdejšího nepřítele, jiní naopak doporučovali zdrženlivost. Diskuse o tom, zda něco podniknout, proto skončila bez jasného výsledku.
Někteří novodobí badatelé zastávají názor, že Římané nehodlali Saguntum zachránit, nýbrž chtěli získat spravedlivý důvod k vedení války proti nadmíru zbytnělé punské říši v Ibérii. Polybios naznačuje, že si již v polovině dvacátých let povšimli stále větší a hrozivější moci Kartáginců. Nejpozději od neúspěchu Valeriova a Baebiova poselstva považovali válku s Kartáginci za nevyhnutelnou. Pokud by přišli Saguntu na pomoc, nelze vyloučit, že by jim Hannibal ustoupil. Římané ale nejspíš usilovali o úplné vypuzení Kartáginců z Hispánie. Jako vhodná záminka jim k tomu mělo posloužit právě zničení Sagunta.

## Vyhlášení války
Římský historik a senátor Quintus Fabius Pictor, jenž byl patrně přítomen rozpravě v senátu, vnímal dobytí Sagunta jako nespravedlnost. Tento postoj, považující Hannibalův útok za akt agrese a příčinu konfliktu, po něm převzali i pozdější římští a prořímští historikové včetně Polybia.
Přestože Saguntum nebylo spojencem Říma a nacházelo se v punské sféře vlivu podle smlouvy uzavřené s Hasdrubalem, když se Římané doslechli o jeho vyplenění, vyslali do Kartága své emisary. Pětičlenná delegace, kterou zřejmě vedl nejstarší žijící senátor Marcus Fabius Buteo, předstoupila před kartaginský senát a pohrozila Punům válkou, pokud nevydají Hannibala. Kartáginci rozhořčeně odmítli a poukazovali na to, že Sagunťané nebyli římskými spojenci na konci první punské války a nevztahovaly se na ně záruky zakotvené v tehdejší mírové smlouvě. Nato jeden z Římanů teatrálně shrnul svoji tógu v záhyb a prohlásil, že v něm přinesl válku i mír, nechť si Kartáginci vyberou. Když mu stejně neohroženě odpověděli, ať si sám zvolí, oznámil, že jim dává válku. Většina členů senátu zvolala, že ji přijímá.

### Prameny
- APPIÁNOS. Zrod římského impéria: římské dějiny. Praha: Svoboda, 1986
- LIVIUS. Dějiny IV. Praha: Svoboda, 1973
- POLYBIOS. Dějiny I, II. Praha: Arista, Baset, Maitrea, TeMi CZ, 2008, 2008. ISBN 978-80-86410-56-2 ISBN 978-80-86410-60-9